# Contea di Tripp
La contea di Tripp ( in inglese Tripp County ) è una contea dello Stato del Dakota del Sud, negli Stati Uniti. La popolazione al censimento del 2000 era di 6 430 abitanti. Il capoluogo di contea è Winner.